# Policko (przystanek kolejowy)
Policko – przystanek kolejowy w Policku, w województwie lubuskim, w Polsce.